# Kölner Weberaufstand
Als Kölner Weberaufstand werden die blutigen Auseinandersetzungen der Zunft der Weber mit der durch das Patriziat dominierten politischen Führung der Stadt Köln zwischen 1369 und 1371 bezeichnet.

## Vorgeschichte
Die Bettziechenweber gründeten im Jahre 1149 in Köln die erste Vereinigung von Handwerkern, eine sogenannte Zunft. Diese und weitere Zünfte ordneten ihre Angelegenheiten selbstständig. Der Rat der Stadt Köln griff in deren Autonomie nur ein, um Missstände zu beseitigen. Sein Eingreifen wurde als wohltätig empfunden. Wer in Köln ein Handwerk betreiben wollte, war gezwungen, der betreffenden Zunft beizutreten (Zunftzwang). Damit gehörten die Zünfte zu den ersten Mitgliedskörperschaften. Die Zünfte hatten jedoch keinen Anteil am politischen Leben der Stadt, waren trotz ihrer wirtschaftlichen und gesellschaftlichen Stellung nicht im patrizischen Rat der Stadt Köln vertreten. Die Zünfte misstrauten zunehmend vielen Entscheidungen des Rates. Für einfache Leute war der Stadtrat nicht zugänglich, sie waren aus Sicht des Patriziats hier auch nicht erwünscht. Für die Geschlechter war es eine Unmöglichkeit, dass solche Leute öffentliche Ämter bekleideten. Einige der neuen Schöffen stellte Godefrit Hagene (Gottfried Hagen) namentlich und mit ihren Berufen vor: Hermann den Keilstecher, den Fischer Leo, den Weber Gerlach und andere, „alles kleine Leute des Handwerkerstandes“ (1245–1253). Hagen meinte, wäre es keine Sünde, so würde er es hassen, dass das heilige Köln von solchen „Eseln“ regiert würde. Auch wenn einem Esel eine Löwenhaut verpasst würde, so bliebe er doch immer ein Esel (hier verwendet er das antike Thema vom Esel in der Löwenhaut). Die Weber stellten sich an die Spitze aller Kreise, die mit den politischen Entscheidungen des patrizischen Rates unzufrieden waren.

## Der eigentliche Weberaufstand
Der Aufstand der Weberzunft in Köln lässt sich in drei Phasen einteilen: Der Weberaufstand vom 20. Mai 1369 (Pfingsten) bis zum 2. Juli 1370, die ruhige Zeit bis zum 19. November 1371 und schließlich als Ende die blutige Weberschlacht am 20. November
1371.

### Aufstand am 20. Mai 1369
Dem adeligen Kölner Ratsmitglied Rütger Hirzelin vom Grin wurde 1367 vorgeworfen, städtische Gelder unterschlagen zu haben. Aufgedeckt wurde diese Tat am 6. Januar 1367 mit Hilfe der Kölner Zünfte, die die politischen Entscheidungen zunehmend kontrollieren wollten. Vom Grin wurde am 20. Mai 1369 (Pfingsten) hierfür hingerichtet. Einem zugleich wegen Straßenraubes verhafteten Mann wurde der Prozess gemacht, doch den Webern dauerte dieses Verfahren zu lange; sie stürmten das Gefängnis und schlugen ihm ohne Urteil den Kopf ab. Weitere Spannungen mit dem Rat kamen hinzu und entluden sich letztlich im Weberaufstand.
Weiterhin kam Unmut auf, weil drei Kölner Landfriedenstagsabgeordneten vorgeworfen wurde, einem der Stadt Köln verfeindeten Adeligen (Edmund Birkelin) Zugeständnisse gemacht und so Nepotismus betrieben zu haben. Nachdem diese drei sich dem öffentlichen Druck beugend in Haft begaben und acht weitere Ratsmitglieder aufgefordert wurden, diesen zu folgen und dieser Aufforderung am 7. Januar 1371 nachkamen, wurde die Machtfülle der Zünfte, insbesondere der Weber, überdeutlich. Es waren schließlich 8 von 15 Ratsmitgliedern in Haft gegangen.

### Ruhige Zeit
Dieser Druck der Weber führte zu einer Verfassungsänderung. Diese zielte u. a. darauf ab, die Richerzeche als Institution des Meliorats abzuschaffen, den zwar immer noch nur für die Kölner Patrizier vorbehaltenen Rat schöffenfrei zu organisieren, den nunmehr auf 52 Mitgliedern verkleinerten weiten Rat auf Vertreter der Handwerker und der Kaufleute zu beschränken und dieser Einrichtung weiterreichende Kompetenzen zuzuordnen. Diese Neuordnung trat am 2. Juli 1370 in Kraft. Die zweite Phase der Weberzeit, zwischen dem 2. Juli 1370 und dem 20. November 1371, ist von einseitigen Entscheidungen des neuen weiten Rats geprägt. Möglicherweise wegen der Unerfahrenheit in der Amtsführung, vielleicht aus Übermut und Stolz, ergingen Beschlüsse des neuen weiten Rats, die die Kosten ungleichmäßig verteilten. Dazu gehörte die Einführung einer Weinfuhrakzise (Verbrauchssteuer) und einer direkten Vermögensteuer („Schoß“), die einerseits die Weinkaufleute und andererseits die Grundbesitzer (reiche Kaufleute und Patrizier) belastete, aber eben die neu an die Macht gekommenen Weber verschonte. Die Koelhoffsche Chronik kritisierte später im August 1499 die um die Weber erweiterte Zusammensetzung des Rates: „Es war wunderlich und fremd anzusehen, als Köln […] allzeit regiert war […] von fünfzehn adeligen Geschlechtern […] An deren Stelle saßen nun die Weber.“

### Blutige Weberschlacht

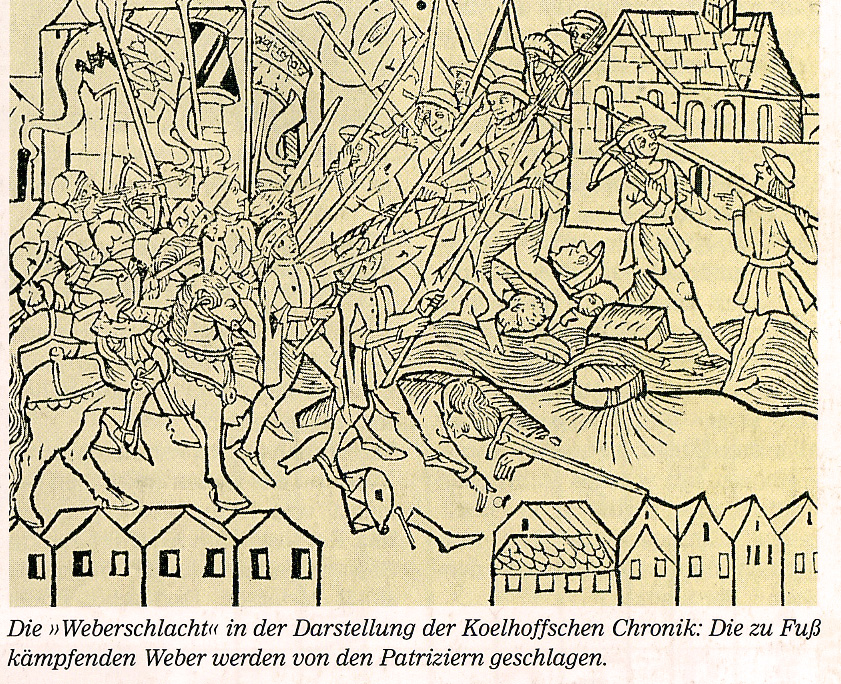
Weberschlacht, 1371. (Holzschnitt aus der Koehlhoffschen Chronik, August 1499)

Das vom Rat nicht erlaubte Eingreifen von zwei Wollenwebern in die Jülich-Brabantische Fehde (am 22. August 1371 fand bei Baesweiler die entscheidende Schlacht der Fehde statt, in der die Truppen des Herzogs von Jülich, unterstützt vom Herzog von Geldern, gegen den Herzog von Brabant siegreich blieben) und die daraus resultierenden politischen Konflikte führten am 20. November 1371 zu einer Schlacht zwischen dem engen Rat, der (faktisch entmachteten) Richerzeche und den nicht mehr mit der Politik der Weber einverstandenen Gaffeln auf der einen Seite und den Webern auf der anderen Seite. Als der zum Tode verurteilte Wollenweber Henken von Turne (er hatte unerlaubt an der Jülich-Brabant-Fehde als Soldat mitgewirkt) gewaltsam dem Henker entrissen wurde, versammelten sich Kaufleute und ein Teil der nicht mit den Webern kooperierenden Zünfte bewaffnet, um gegen die Weber zu kämpfen. Voran mit der Stadtfahne marschierten sie von St. Brigiden (neben Groß St. Martin) über den Alten Markt und Heumarkt zum Malzbüchel, wo die Weber sich sammelten. Die zahlenmäßig unterlegene Weberschar verließ ihr Quartier und stellte sich am Waidmarkt in Schlachtordnung auf. Der blutige Kampf am Griechenmarkt begann, doch die Weber flohen in Einsicht ihrer Unterlegenheit. Wer von den Webern nicht fiel oder die Stadt nicht verließ, wurde bald aufgespürt und in die Stadttürme gesperrt. Die Ratspartei bestrafte die Weber streng, viele wurden vertrieben, der verurteilte Weber Henken van Turne schließlich auf dem Heumarkt enthauptet und das Vermögen der Weberzunft, darunter 25 Häuser, konfisziert.
Am 21. November 1371 teilte der Rat den Bürgern mit, dass die noch nicht gefassten straffälligen Weber die Stadt ungehindert verlassen dürften, solange die Glocken von St. Maria im Kapitol läuteten. Wer schon geflohen war, durfte die Stadt nie mehr betreten.

## Politische Folgen
Die Sieger der Schlacht setzten eine Kommission von zwölf nicht dem engen Stadtrat angehörenden Personen ein, die ein neues „Eidbuch“ (Stadtverfassung) vorbereiten sollte. Dieses sollte die Stadtverhältnisse wieder auf das frühere aristokratische Regiment zurückführen und möglichst erneute Auflehnungen vermeiden. Am 22. Februar 1372 wurde der enge Rat verkleinert und auf patrizische Familien und Kaufleute beschränkt, wie es vor der Weberschlacht gewesen war. Damit hatte das Patriziat die politischen Erschütterungen des Weberaufstands überlebt. Doch die Weberschlacht löste die Trennung der bisher kooperierenden Patrizier in die „Greifen“ und die „Freunde“ aus, die sogar in Feindseligkeiten mündete. Am 4. Januar 1396 ging die Gruppierung der „Freunde“ gewaltsam gegen die „Greifen“ vor. Als am 18. Juni 1396 Constantin von Lyskirchen, Anführer der „Freunde“, festgenommen wurde, endete vorerst die Ära der herrschenden Patrizierfamilien.

## Zeitgenössische Aufzeichnungen
Neben der Koehlhoffschen Chronik existiert noch eine als „Rede“ in Reimform verfasste Aufzeichnung der Ereignisse, die Heinrich von Lintorf zugeschrieben wird. Der Kölner Stadtschreiber berichtet minutiös über die Vorkommnisse des Weberaufstandes unter namentlicher Nennung von Beteiligten. Es ist jedoch fraglich, ob er selbst Zeuge der Ereignisse war, zumal er sich mehrfach auf mündliche Überlieferungen und schriftliche Quellen beruft. Gesichert ist zumindest, dass seine „Weverslaicht“ in Köln entstanden ist.